# Neslihan Yeldan
Neslihan Yeldan (Estambul, 25 de febrero de 1969) es una actriz turca, conocida por su papel de Önem Dinçer en la serie Kiraz Mevsimi y de Aydan Bolat en la serie Sen Çal Kapımı.

## Primeros años
Comenzó su carrera en 1987 al unirse a Ortaoyuncular, una comunidad de actores. En 1995, Yeldan se graduó del Conservatorio Estatal de la Universidad de Estambul con un título en estudios de teatro. Luego trabajó para comunidades de teatro como Kent Oyuncuları, el Teatro Folklórico de Estambul, el Teatro Dormen y el Teatro Duru antes de unirse al Centro Cultural Beşiktaş. Finalmente, comenzó su carrera televisiva en 1993 con un papel en la serie de televisión Yaz Evi. Además de aparecer en numerosas producciones cinematográficas y de televisión, también ha trabajado como actriz de doblaje. Su gran avance llegó con su papel en Bir Demet Tiyatro como Füreya.

## Filmografía
- Sen Çal Kapımı (Serie de TV) - 2020 (Aydan Bolat)
- İstanbullu Gelin (Serie de TV) - 2017–2019 (Senem)
- Bizim Hikaye - 2018 (Hayat Aslısu)
- Kiraz Mevsimi (Serie de TV) - 2014–2015 (Önem Dinçer)
- Kuzey Güney (Serie de TV) - 2012–2013
- Kavak Yelleri (Serie de TV)  - (Mine'nin annesi) - 2010
- Dürüyenin Güğümleri (Serie de TV) - (Hakime Handan) - 2010–2011
- Peri Masalı (Serie de TV) - Pamira - 2008
- Kabuslar Evi: Onlara Dokunmak - 2006
- Sahte Prenses - 2006
- Bir Demet Tiyatro - 2006
- Organize İşler - 2005
- Her şey Yolunda - 2004
- Dişi Kuş - 2004
- Sahra - 2004
- Yuvam Yıkılmasın - 2003
- Şapkadan Babam Çıktı - 2003
- Vaka-i Zaptiye - 2002
- Güneş Yanıkları - 2000
- Kırık Zar - 2000
- Tele Dadı - 1998
- Kaçıklık Diploması - 1998
- Bir Demet Tiyatro - 1997
- Tatlı Kaçıklar - 1996
- Yaz Evi - 1993

### Teatro
- Anlaşılmaz Komuşmalar - 2020
- 2' si 1 Arada : Ahmet Kazanbal - Gate Production - 2014
- Nafile Dünya : Emre Kınay - Teatro Duru - 2013
- Paçi : Burak Akyüz - Teatro Folclórico de Estambul - 2011
- Tatlı Kaçık : John Fatrick
- Bana Bir Şeyhler Oluyor : Yılmaz Erdoğan - BKM - 2001
- Sen Hiç Ateşböceği Gördün mü? : Yılmaz Erdoğan - BKM - 1998
- Otogargara : Yılmaz Erdoğan - BKM - 1997
- Arapsaçı : Georges Feydeau - Teatro Dormen - 1996
- Soyut Padişah : Ferhan Şensoy - Ortaoyuncular - 1990
- İstanbulu Satıyorum : Ferhan Şensoy - Ortaoyuncular - 1988